# Okrug Nové Mesto nad Váhom
Okrug Nové Mesto nad Váhom (slovački: Okres Nové Mesto nad Váhom) nalazi se u zapadnoj Slovačkoj u  Trenčínskom kraju, u okrugu živi 61 303 stanovnika, dok je gustoća naseljenosti 105,69 stan/km². Ukupna površina okruga je 579,98 km². Glavni grad okruga Nové Mesto nad Váhom je istoimeni grad Nové Mesto nad Váhom s 19 257 stanovnika.

## Stanovništvo
| Godina:     | 1994.  | 2004.   | 2014.   | 2024.   |
| ----------- | ------ | ------- | ------- | ------- |
| Broj ljudi: | 64 563 | 63 119  | 62 531  | 61 303  |
| Razlika:    |        | −2,23 % | −0,93 % | −1,96 % |

| Godina:     | 2023.  | 2024.   |
| ----------- | ------ | ------- |
| Broj ljudi: | 61 349 | 61 303  |
| Razlika:    |        | −0,07 % |

## Gradovi
- Nové Mesto nad Váhom
- Stará Turá

## Općine
| - Beckov - Bošáca - Brunovce - Bzince pod Javorinou - Čachtice - Častkovce - Dolné Srnie - Haluzice - Hôrka nad Váhom - Horná Streda - Hrachovište |  | - Hrádok - Kálnica - Kočovce - Lubina - Lúka - Modrová - Modrovka - Moravské Lieskové - Nová Bošáca - Nová Lehota - Nová Ves nad Váhom |  | - Očkov - Pobedim - Podolie - Potvorice - Považany - Stará Lehota - Trenčianske Bohuslavice - Vaďovce - Višňové - Zemianske Podhradie |